# Бригадировский сельский совет (Харьковская область)
Бригадировский сельский совет — входит в состав Балаклейского района Харьковской области Украины.
Административный центр сельского совета находится в селе Бригадировка .

## История
- 1920 — дата образования.

## Населённые пункты совета
- село Бригадировка